# Best of Me
Best of Me – album kompilacyjny włoskiej piosenkarki Emmy Marrone, wydany 25 czerwca 2021 nakładem wytwórni płytowej Universal Music. Album składa się z dwudziestu jeden włoskojęzycznych kompozycji. Album promowały single „Pezzo di cuore” oraz „Che sogno incredibile”.

## Lista utworów
Opracowano na podstawie materiału źródłowego.
1. „Che sogno incredibile” (oraz Loredana Bertè) – 3:03
2. „Meravigliosa” – 3:45
3. „Con le nuvole” – 3:29
4. „Calore” – 3:28
5. „Sarò libera” – 3:23
6. „Non è l’inferno” – 3:42
7. „Dimentico tutto” – 3:30
8. „Resta ancora un po’” – 3:30
9. „L’amore non mi basta” – 3:34
10. „Cercavo amore” – 3:48
11. „Trattengo il fiato” – 4:00
12. „In ogni angolo di me” – 3:43
13. „La mia città” – 3:10
14. „Amami” – 3:49
15. „Mi parli piano” – 3:07
16. „Pezzo di cuore” (oraz Alessandra Amoroso) – 3:22
17. „Fortuna” – 2:59
18. „Stupida allegria” – 3:18
19. „Latina” – 3:23
20. „Luci blu” – 3:12